# 大石昌良
大石昌良（日语：／ Ōishi Masayoshi，1980年1月5日—），日本男性創作歌手。樂團Sound Schedule的主唱、吉他手。出身於愛媛縣宇和島市。A型血。宇和島市立城北中學校、愛媛縣立宇和島東高等學校、神戶商科大學畢業。

## 來歷
- 1999年，與川原洋二（日语：川原洋二）、沖裕志共3人成立樂團Sound Schedule（日语：Sound Schedule），2001年9月正式出道[1]。
- 2006年10月，Sound Schedule解散之後，以「大石昌良」名義開始獨奏活動。
- 2008年6月25日，獨奏出道歌曲發行[1]。並與另一組樂團cune（日语：cune）前組員小林亮三組成雙人組合「OK」。
- 2011年，睽違5年Sound Schedule再結成。當初是以期間限定方式再結成，後來決定繼續展開音樂活動[2]。
- 2014年，以（將漢字全部轉換成片假名）的名義廣泛踏入動畫、遊戲歌曲的領域[1]。
- 2015年，與作曲家Tom-H@ck組成雙人音樂組合OxT。

## 人物
- 體型是細身瘦長的體型。喜歡的食物是咖哩。
- 所持收藏DVD中有3成是音樂的DVD，7成是動畫的DVD。其中大多以吉卜力工作室製作或細田守執導的動畫為主。
- 相貌類似於台灣藝人盧廣仲，因此在台灣的鄉民文化中被戲稱為「日本版盧廣仲」。

## 歌曲列表
OxT名義活動的歌曲請參照「OxT」

### 單曲
|                             | 發行日期       | 單曲名稱                          | 規格編號                                                       | 排名     | 排名     |
| CD                          | 發行日期       | 單曲名稱                          | 規格編號                                                       | 網上收聽 |          |
| 大石昌良                    | 大石昌良       | 大石昌良                          | 大石昌良                                                       | 大石昌良 | 大石昌良 |
| --------------------------- | -------------- | --------------------------------- | -------------------------------------------------------------- | -------- | -------- |
| 1st                         | 2008年6月25日  |                                   | CYCL-35010                                                     | 第67名   | 不適用   |
| 2nd                         | 2008年9月24日  |                                   | CYCL-35014                                                     | 第60名   | 不適用   |
| 3rd                         | 2009年6月17日  | LOVE（）                          | CYCL-35019                                                     | 第71名   | 不適用   |
| 4th                         | 2009年10月21日 | 幻想underground（）               | CYCL-35023                                                     | 第86名   | 不適用   |
| 5th                         | 2010年12月     | 鑽石（ダイヤモンド）                          | [ 注 1 ]                                                       | 不適用   | 不適用   |
| 6th                         | 2013年3月      | MAGICAL ACOUSTIC TOUR             | [ 注 2 ]                                                       | 不適用   | 不適用   |
| 7th                         | 2013年12月     | PHASE ONE                         | [ 注 3 ]                                                       | 不適用   | 不適用   |
| 8th                         | 2018年3月7日   | 另類宇宙（）                      | DDCZ-2190                                                      | 第51名   | 不適用   |
| 9th                         | 2018年11月21日 | 邊境線（）                        | DDCZ-2223                                                      | 第55名   | 不適用   |
| 10th                        | 2019年12月18日 | 失眠症（インソムニア）                        | DDCZ-2244                                                      | 不適用   | 不適用   |
| Tom-H@ck featuring 大石昌良 |                |                                   |                                                                |          |          |
| 1st                         | 2013年10月30日 | Go EXCEED!!                       | PCCG-70194                                                     | 第66名   | 不適用   |
| 2nd                         | 2014年5月21日  | Perfect HERO                      | PCCG-70213                                                     | 第51名   | 不適用   |
|                             |                |                                   |                                                                |          |          |
| 1st                         | 2014年8月27日  | 如果不是你的話肯定不行（）        | ZMCZ-9575                                                      | 第23名   | 不適用   |
| 2nd                         | 2018年5月23日  | 朋友Film（）                      | ZMCZ-12024                                                     | 第30名   | 第3名    |
| 3rd                         | 2018年7月18日  | Hands                             | PCCG-70431                                                     | 第50名   | 第18名   |
| 4th                         | 2019年8月21日  | 樂園都市（）                      | PCCG-01806（通常盤） PCCG-01805（動畫封盤）                    | 第28名   | 第25名   |
| 5th                         | 2020年6月3日   | 世界需要你的時候到了/英雄之歌（） | PCCG-01907（通常盤） PCCG-01906（初回限定盤）                  | 第18名   | 不適用   |
| 6th                         | 2021年4月21日  | IN PERFECT（）                    | PCCG-01996（通常盤） PCCG-01997（動畫封盤） SCCG-00072（ピザラジ·きゃにめ限定盤）     | 第21名   | 不適用   |
| 7th                         | 2021年4月21日  | Role-playing（）                  | PCCG-01998（通常盤） PCCG-01999（動畫封盤）                    | 第39名   | 不適用   |
| 8th                         | 2022年6月1日   | 戀愛就是爆炸（）                  | PCCG-02146（通常盤） PCCG-02147（動畫封盤）                    | 第28名   | 不適用   |
| 9th                         | 2023年3月8日   | GIFT（）                          | PCCG-02223（通常盤） PCCG-02224（天使盤） PCCG-02225（GRID盤） | 第16名   | 不適用   |
| 10th                        | 2023年5月31日  | 死掉啦！（）                      | PCCG-02250（通常盤） PCCG-0249（初回限定盤）                   |          | 不適用   |
| 11th                        | 2023年11月1日  | 不應喜歡上的人（）                | PCCG-02299（通常盤） PCCG-02300（動畫封盤）                    |          | 不適用   |
| 12th                        | 2024年2月7日   | 超無敵可愛的辣妹（）              | PCCG-02334（完全生産限定盤）                                   |          | 不適用   |

### 專輯
|            | 發行日期       | 專輯名稱   | 規格編號   | 規格編號   | 排名     |
| 初回限定盤 | 發行日期       | 專輯名稱   | 通常盤     |            | 排名     |
| 大石昌良   | 大石昌良       | 大石昌良   | 大石昌良   | 大石昌良   | 大石昌良 |
| ---------- | -------------- | ---------- | ---------- | ---------- | -------- |
| 1st        | 2008年11月26日 | 街         | CYZL-10001 | CYCL-60008 | 第103名  |
| 2nd        | 2009年11月18日 | G.D.       | CYZL-60019 | CYCL-60019 | 第85名   |
| 3rd        | 2012年1月25日  | 31         | CYZL-60022 | 不適用     | 第116名  |
| 4th        | 2013年2月20日  |            | 不適用     | FUCD-1043  | 第132名  |
| 5th        | 2015年12月2日  | 大石昌良語 | 不適用     | DDCZ-2067  | 第39名   |
| 6th        | 2016年7月13日  | 君聞物語   | DDCZ-9054  | DDCZ-2096  | 第36名   |
|            |                |            |            |            |          |
| 1st        | 2017年7月26日  |            | 不適用     | DDCZ-2160  | 第15名   |
| 2nd        | 2019年6月26日  |            | 不適用     | DDCZ-2234  | 第24名   |

### 商業搭配
| 歌曲                                                       | 商業搭配                                                       | 年份     |
| 大石昌良                                                   | 大石昌良                                                       | 大石昌良 |
| ---------------------------------------------------------- | -------------------------------------------------------------- | -------- |
|                                                            | TBS綜藝節目《》2008年6、7月ED主題歌曲                          | 2008年   |
| MBS綜藝節目《麒麟的房間》2008年6月ED主題歌曲               |                                                                | 2008年   |
| 神奈川電視台情報節目《》2008年6月份片尾主題曲              |                                                                | 2008年   |
| 群馬電視台體育節目《2008高校野球》OP主題歌曲               |                                                                | 2008年   |
|                                                            | MBS綜藝節目《麒麟的房間》2008年9月份片尾主題曲                 | 2008年   |
| 關西電台 2008年9月Monthly Pickup Song                      |                                                                | 2008年   |
| 東京電視台綜藝節目《》2008年10月－12月份片尾主題曲         |                                                                | 2008年   |
| 京都放送等台音樂節目《Music B.B.》2008年10月Power Play歌曲 |                                                                | 2008年   |
| 神奈川電視台情報節目《1230!! 》2008年12月份片尾主題曲      |                                                                | 2008年   |
|                                                            | FM NACK5 2008年12月Power Selection                             | 2008年   |
|                                                            | TBS／MBS綜藝節目《絕對想見的1001人》2009年4月－6月份片尾主題曲 | 2009年   |
| TOKYO FM 2009年6月Brand New Song                           |                                                                | 2009年   |
| MBS動畫情報節目《Anime Shower》2009年6月份片頭主題曲       |                                                                | 2009年   |
| 神奈川電視台情報節目《1230!! 》2009年4月－6月份片尾主題曲  |                                                                | 2009年   |
| FM德島 2009年7月Power Play                                 |                                                                | 2009年   |
| 幻想                                                       | MBS綜藝節目《麒麟的房間》2009年11月份片尾主題曲                | 2009年   |
| 幻想                                                       | 名古屋電視台體育綜藝節目《》2009年11月份片尾主題曲             | 2009年   |
| 幻想                                                       | 名古屋電視台綜藝節目《》第1－4回片尾主題曲                     | 2009年   |
| 幻想                                                       | BS朝日 數位5ch娛樂情報節目《》2009年10月－12月份片尾主題曲     | 2009年   |
|                                                            | TOKYO FM 2009年11、12月Brand New Song                          | 2009年   |
| MBS綜藝節目《麒麟的房間》2009年12月份片尾主題曲            |                                                                | 2009年   |
| Tom-H@ck featuring 大石昌良                                |                                                                |          |
| Go EXCEED!!                                                | 電視動畫《鑽石王牌》片頭主題曲                                 | 2013年   |
| Perfect HERO                                               | 電視動畫《鑽石王牌》片頭主題曲                                 | 2014年   |
|                                                            |                                                                |          |
|                                                            | 電視動畫《月刊少女野崎同學》片頭主題曲                         | 2014年   |
|                                                            | 電視動畫《多田君不戀愛》片頭主題曲                             | 2018年   |
| niconico直播《大石×加藤的直☆音樂王》2018年4月份片尾主題曲  |                                                                | 2018年   |
| Hands                                                      | 特攝影集《超人力霸王羅布》主題歌                               | 2018年   |
|                                                            | 電視動畫《COP CRAFT》片頭主題曲                                | 2019年   |
| Hero                                                       | 網路動畫《怪物彈珠》主題歌                                     | 2019年   |
| Departure                                                  | 網路動畫《怪物彈珠》插入歌                                     | 2019年   |
|                                                            | 電視動畫《多美卡友情合體 Earth Granner》片頭主題曲             | 2020年   |
|                                                            | 動畫電影《怪物彈珠劇場版 路西法 絕望的曙光》主題曲             | 2020年   |
|                                                            | 電視動畫《SSSS.DYNAZENON》片頭主題曲                           | 2021年   |
|                                                            | 電視動畫《龍先生、想要買個家。》片頭主題曲                     | 2021年   |
| （feat.田村由香里）                                        | 電視動畫《愛在征服世界後》片頭主題曲                           | 2022年   |
|                                                            | 電視動畫《關於我在無意間被隔壁的天使變成廢柴這件事》片頭主題曲 | 2023年   |
| uni-verse                                                  | 動畫電影《GRIDMAN UNIVERSE》主題曲                             | 2023年   |
|                                                            | 電視動畫《勇者死了！》片頭主題曲                               | 2023年   |
| （feat.伊藤昌弘、若山詩音）                                | 電視動畫《我喜歡的女孩忘記戴眼鏡》片尾曲                       | 2023年   |
|                                                            | 電視動畫《大小姐與看門狗》片頭主題曲                           | 2023年   |
|                                                            | 電視動畫《》片頭主題曲                                         | 2024年   |
| L'oN                                                       | 電視動畫《地縛少年花子君 第2季上半》片頭主題曲                 | 2025年   |
|                                                            | 電視動畫《地縛少年花子君 第2季下半》片頭主題曲                 | 2025年   |

### 影像作品
|          | 發行日期      | 名稱                                           | 規格編號  |
| 大石昌良 | 大石昌良      | 大石昌良                                       | 大石昌良  |
| -------- | ------------- | ---------------------------------------------- | --------- |
| 1st      | 2010年3月9日  | G.D.                                           | EE-1108   |
| 2nd      | 2013年9月18日 | MAGICAL MUSIC TOUR THE LIVE @ SHIBUYA          | FUBD-1003 |
| 3rd      | 2016年4月20日 | 大石昌良語2015 東京公演                        | DDBZ-1079 |
| 4th      | 2016年9月7日  | 耳聞人                                         | DDBZ-1087 |
| 5th      | 2019年5月8日  | 大石昌良語 ～10th Anniversary "One Man" Show～ | DDBZ-1096 |
|          |               |                                                |           |
| 1st      | 2017年12月6日 | 歌                                             | DDBZ-1091 |
| 2nd      | 2019年11月6日 | 歌2019                                         | DDBZ-1097 |

### 參加歌曲
| 發行日期 | 商品名稱                                   | 主唱 | 樂曲                                 | 備註                                                    |
| 2014年   | 2014年                                     | 2014年 | 2014年                               | 2014年                                                  |
| -------- | ------------------------------------------ | --- | ------------------------------------ | ------------------------------------------------------- |
| 3月      | OK                                         | OK（大石昌良、小林亮三） | 「」「MUSIC OF LOVE」                |                                                         |
| 12月24日 | 5 soul MATE"S"                             | with 倉持洋一&增子透 | 「5 soul MATE”S”」                   | 網路廣播《》主題歌曲                                    |
| 2015年   |                                            | |                                      |                                                         |
| 1月14日  | #俺的曲祭 Vol.3                            | | 「★」                                |                                                         |
| 6月15日  |                                            | （花、大石昌良、中川奈美、工藤圭一、萩森花菜、遠藤百合、土居裕子） | 「」 「」 「 ～studio live version」 |                                                         |
| 2016年   |                                            | |                                      |                                                         |
| 2月17日  | BRAND NEW BLUE                             | 澤村栄純（逢良太） with | 「BRAND NEW BLUE」                   | 電視動畫《鑽石王牌 Second Season》片尾主題曲            |
| 10月19日 | 20th Sessions                              | UNCHAIN with 大石昌良 | 「」                                 |                                                         |
| 2017年   |                                            | |                                      |                                                         |
| 5月17日  | Playing The World                          | （OxT）、KISHOW（GRANRODEO）、鈴木KONOMI、茅原實里、TRUE、DRAMATIC STARS、中島愛、南條愛乃（fripSide）、羽多野涉、春奈露娜、Pyxis、早見沙織、Machico、Minami、三森鈴子 | 「Playing The World」                | LIVE活動『Animelo Summer Live 2017 -THE CARD-』主題歌曲 |
| 2018年   |                                            | |                                      |                                                         |
| 5月16日  | Stand by...MUSIC!!!                        | 偶像大師SideM、偶像大師 百萬人演唱會！ 百萬之星、亞花、伊藤美來、內田彩、內田真禮、、GRANRODEO（KISHOW）、鈴木KONOMI、鈴木實里、竹達彩奈、TRUE、fhána、悠木碧          | 「Stand by...MUSIC!!!」              | LIVE活動『Animelo Summer Live 2018 "OK！"』主題歌曲     |
| 8月22日  |                                            | ×加藤純一 | 「」                                 | 網路廣播《×加藤生☆音王》主題歌曲                        |
| 2019年   |                                            | |                                      |                                                         |
| 4月17日  | 電視動畫「臨死!! 江古田」片尾主題曲 第10話 | | 「沼」                               | 電視動畫《臨死!! 江古田》片尾主題曲                     |
| 5月17日  | CROSSING STORIES                           | 亞咲花、石原夏織、伊藤美來、、大橋彩香、ZAQ、JUNNA、鈴木KONOMI、sphere、TRUE、towana（fhána）、畠中祐、幹葉（Spira Spica）、三森鈴子                                     | 「CROSSING STORIES」                 | LIVE活動《Animelo Summer Live 2019 -STORY-》主題歌曲    |
| 5月17日  | CROSSING STORIES                           | 奧井雅美、Minami、ZAQ、TRUE、三森鈴子、、鈴木KONOMI、仲村宗悟 | 「ONENESS (15th Stories)」           | LIVE活動《Animelo Summer Live 2019 -STORY-》相關歌曲    |
| 2020年   |                                            | |                                      |                                                         |
| 2月26日  | No.7                                       | 地縛少年樂團（生田鷹司××ZiNG） | 「No.7」                             | 電視動畫《地縛少年花子君》片頭主題曲                    |

其它
- 音樂原聲
  - 「 ～PLUS+～」
  - 「 ～TOKYO～」
- 樂譜
  - /OxT 
  -  「歌」
- 谷山浩子（日语：谷山浩子）主唱歌曲的合音

## 提供作品

### 歌手
- 上田桃夏「私と、わたし」（編曲）
- Earth Star Dream
  - 「☆」（作詞、作曲、編曲）

- 內田真禮
  - （作詞、作曲、編曲）

- 大橋彩香
  - （作詞、作曲、編曲）

- 柿原徹也
  - （作詞、作曲、編曲）

- Gero（日语：Gero）
  - （作詞、作曲、編曲）

- koume
  - 「一期一」（作曲）

- 齊藤壯馬
  - 「Fish Story（日语：フィッシュストーリー (斉藤壮馬の曲)）」（作詞、作曲、編曲）

- TRUE
  - 「酸素」（作曲、編曲）

- 隔壁的田。
  - （作詞、作曲）

- 流星（日语：流れ星 (お笑いコンビ)）
  - 「拳」（編曲）

- 花江夏樹
  - （作詞、作曲、編曲）

- - 「不可侵領域」（作詞、作曲、編曲）

- 和島亞美（日语：和島あみ）
  - 「永遠」（作詞）
  - （作詞）

### 動畫作品、其它
- 動畫『異世界四重奏』
  - （作詞、作曲、編曲）
- 動畫『異世界四重奏2』
  - （作詞、作曲、編曲）
- 動畫『A3！』
  - 「Act！Addict！Actors!」（作詞、作曲、編曲）
- 遊戲『A3！』
  - 「MANKAI☆開花宣言（日语：A3!のディスコグラフィ）」（作詞、作曲、編曲）
  - （作詞、作曲、編曲）
  - 「奇天烈」（作詞、作曲、編曲）
  - 「春夏秋冬☆Blooming！」（作詞、作曲、編曲）
  - 「師憂鬱」（作詞、作曲）
  - 「Ever☆Blooming!」（作詞、作曲、編曲 ※編曲與奈良悠樹（日语：奈良悠樹）共同）
- 舞台『A3！』
  - 「The Show Must Go On！」（作詞、作曲、編曲）
- ANIME SONG！PREMIUM！（日语：アニソン!プレミアム!）
  - 「☆始！」（作曲 ※作曲與上松範康共同）
- 動畫『動物朋友』
  - （作詞、作曲、編曲[3]）
  - 上面提到大石他不只是參加合音，還有在影片分享網站公開大石本人的仮歌版本。後來，該歌曲有在大石昌良的首張專輯「歌」收錄了完整合音版。
  - 「！！」（作詞、作曲、編曲）
- 動畫『動物朋友2』
  - 「！」（作詞、作曲、編曲）
- 遊戲『動物朋友3』
  - （作詞・作曲・編曲）
- 動畫『後街女孩』
  - （作詞、作曲、編曲）
- 動畫『多田君不戀愛』
  - 「LOVE SONG（日语：ラブソング (サンボマスターの曲)）」（編曲）
- 動畫『觸地騎士』
  - 「無限」（編曲 ※編曲與奈良悠樹共同）
- P's LIVE! 05（日语：P's LIVE#P's LIVE! 05）
  - 「Let's Go!! ～Sing For Tomorrow～」（作曲）
- 電視劇『FIVE（日语：ファイブ (ふるかわしおりの漫画)）』
  - 「學園天國（日语：学園天国 (曲)）」（編曲）
- 動畫『枕男子』
  - 「枕男子」（作詞、作曲、編曲）
- 動畫『愛米 -WE LOVE RICE-（日语：ラブ米 -WE LOVE RICE-）』
  - 「浪漫飛行 ～ver.～」（編曲）
- 動畫『Re:從零開始的異世界生活』
  - （作曲、編曲）
- 動畫『IDOLY PRIDE』
  - （作詞、作曲、編曲 ※編曲與岸田勇気共同）
- 動畫『勇者死了！』
  - （作詞、作曲、編曲 ※編曲與RINZO共同）
- 動畫『我推的孩子』
  -  （作詞、作曲）

## 節目出演
※記號表示說明網路廣播。

### 廣播
- AM808。這是真的啦！（日语：AM808。マジっすよ!）（2001年4月－2002年3月，MBS電台）
- seaside sounds（2002年1月－2003年6月，Bay FM（日语：ベイエフエム））
- B Sunday（日语：Bサンデー）（2002年4月－2004年3月，MBS電台）
- Live spica（日语：ライブスピカ）（2002年11月，STV電台）
- Be （2002年12月，STV電台）
- Sound Schedule的Amuse娛樂公園（日语：ラジオアミューズメントパーク）（2003年10月－2004年3月）
- Sound Schedule！（2003年10月－2006年9月，BBQR（日语：BBQR））※
- （2004年4月－2006年3月，MBS電台）
- 大石昌良的私人房間（2008年5月－7月，每月播出1回，MBS電台）
- Radio 014（2008年10月－現在，FM愛知（日语：エフエム愛知））
- Radio Fish（2012年10月－現在，FM橫濱（日语：横浜エフエム放送））
- ×加藤（2019年4月3日－現在，YouTube/）※

### 電視節目
- 大石旅！（2007年8月－9月，PodTV）※
- THE卡拉OK★競賽（日语：THEカラオケ★バトル）（2015年10月7日、2016年3月16日、2017年1月18日，東京電視台）
- ～Road to 歌唱王～（2017年9月30日，niconico直播）※[4]
- 大石×加藤的音樂節目(暫)（2017年10月－現在，niconico直播）※
- 大石×加藤的nico生☆音樂王（2017年10月11日－現在，niconico直播）※
- （2018年2月17日（第6回）－現在，AbemaTV Ultra Games）※
- 男 加藤純一27時間！（2019年1月4日，AbemaTV Ultra Games）※
- 關Jam 完全燃燒SHOW！（日语：関ジャム 完全燃SHOW）（2019年2月17日，朝日電視台）
- V-ON!!（日语：ぶいおん!!）（2019年3月1日－現在，REALITY）※
- ANIME SONG！PREMIUM！（日语：アニソン!プレミアム!）（2019年4月7日、6月30日－7月21日，NHK BS Premium）
- Anisong Lovers（2019年4月20日－現在，BS富士）
- NHK虛擬紅白歌合戰（日语：NHKバーチャル紅白歌合戦）（2020年1月1日）[5]

### 電視動畫配音
- 鑽石王牌 Second Season（觀眾大石）
- 多美卡友情合體 Earth Granner（研究員）
- 花火醬總是遲到（青年）

## 腳註

## 外部連結
- CLUB014 大石昌良Official Webs（页面存档备份，存于） （日語）（2012年9月28日起）
- （日語）
- 大石昌良的X（前Twitter） （日語）
- YouTube上的大石昌良 Official YouTube頻道 （日語）
- YouTube上的F.M.F Official YouTube頻道 （日語）
- .   [2018-03-31]. （原始内容存档于2011-12-24）.※從「CLUB014 大石昌良Official Webs」移轉 （日語）
- .   [2018-03-31]. （原始内容存档于2009-02-01）. （日語）

專訪
- .   [2018年3月31日]. （原始内容存档于2013年4月27日）. （日語）